# Horia Creangă
Horia Creangă (n. 1 august 1893, București, România – d. 1 august 1943, Viena, Germania Nazistă) a fost un arhitect român. Promotor al arhitecturii moderne în România, a construit mai multe edificii (peste 70) administrative, social-culturale, industriale, dar și clădiri de locuințe (cea mai cunoscută fiind blocul ARO). Alte construcții realizate după planurile arhitectului: Teatrul Giulești, Uzinele Malaxa, Grupul Școlar Mihai Bravu, Blocul Burileanu-Malaxa, și altele. 
Horia Creangă a fost nepotul scriitorului Ion Creangă.

## Proiecte de arhitectură
Clădiri publice

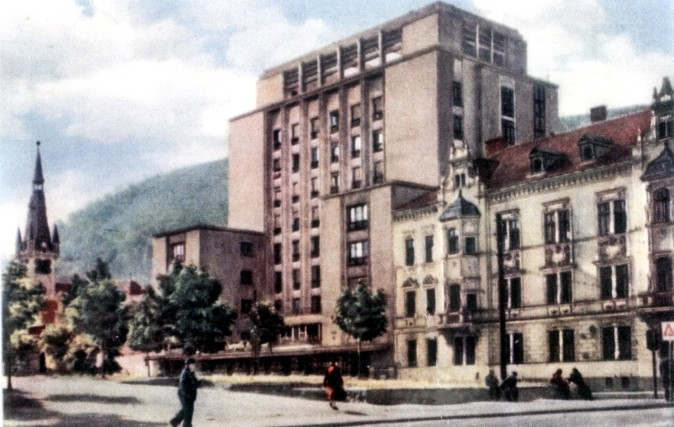
Hotelul Aro Palace din Brașov, proiectat de Horia Creangă (1939)

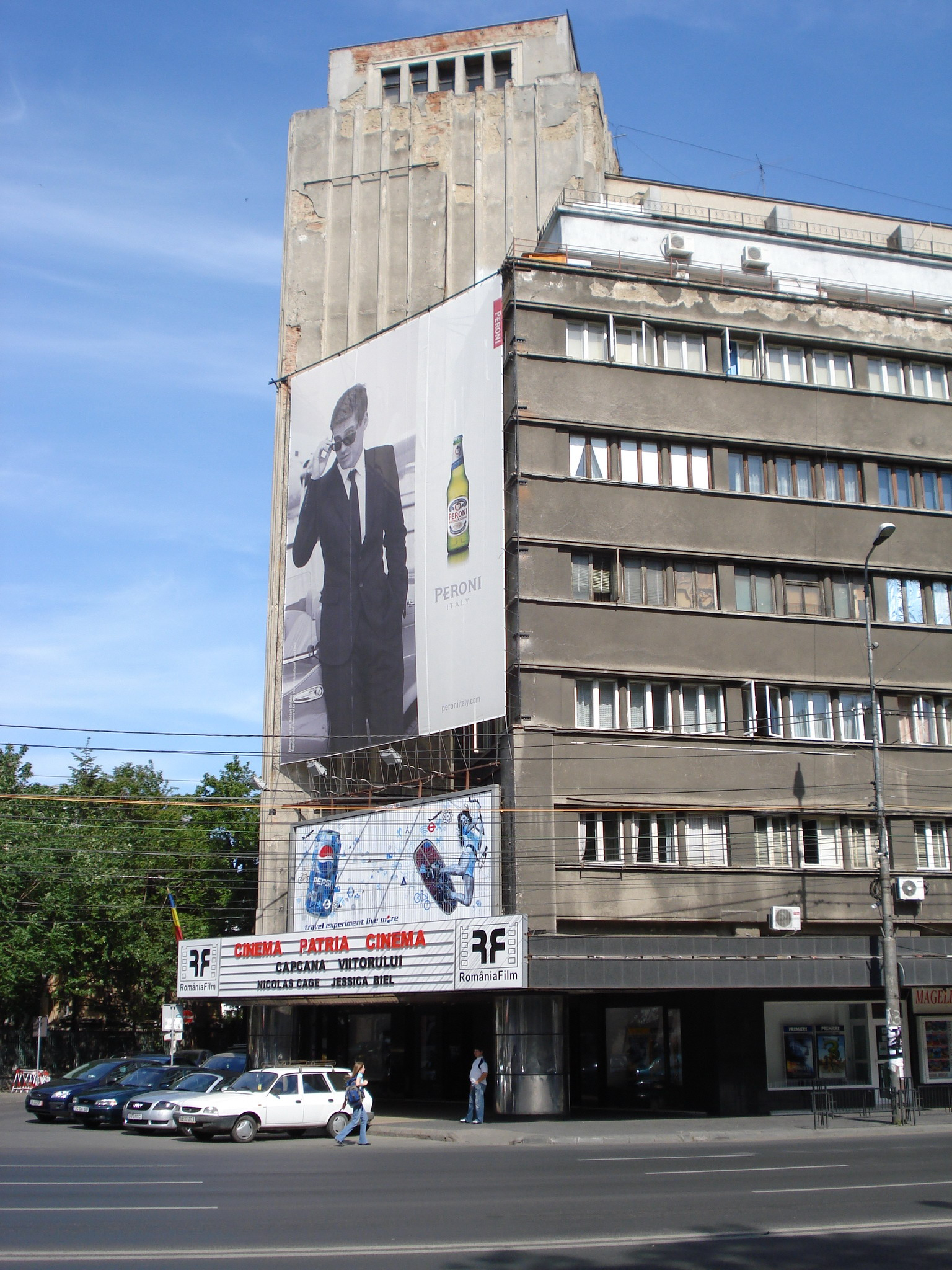
Blocul ARO București, proiectat de Horia Creangă

1937-1939 - Palatul Cultural, Cernăuți;
1937-1938 - Hotelurile ARO-Palace și ARO-Sport, Brașov;
1927-1929 - Teatrul Giulești, București;
1933-1939 - Stadionul ONEF, București (demolat);
1934 - Imobilul Aro, Sala de Cinematograf, București;
1936 - Imobilul Aro, Barul Melody, București;
1937 - Grup Școlar, Strada Maior Coravu, București;
1937-1943 - Halele Centrale Obor, București (după decesul lui Creangă, survenit în 1943, colaboratorul său, Haralamb Georgescu, va supraveghea executarea proiectului, până la plecarea sa din țară, în 1947. Ulterior, de finalizarea construcției și de unele detalii s-au ocupat arhitecții Ilie Teodorescu și Gheorghe Trifu.);
1938-1940 - Expoziția „Luna Bucureștilor”, Parcul Herăstrău, București (demolată);
1939 - Pavilioanele Expoziției „Muncă și Voe Bună”, Parcul Herăstrău, București (demolate);
1939 - Restaurantul Pescăruș, Parcul Herăstrău, București;
1943 - Amfiteatrul Școlii Centrale de fete, București (în prezent, Teatrul Bulandra).
Reședințe private
1927-1929 - Vila Dr. Petru Groza, Deva;
1930 - Vila Ioan Lupaș, Strada Cardinal Ioan Hossu 21, Cluj;
1933 - Vila Marelui Voievod Mihai, Eforie Nord;
1936-1939 - Vila Victor Groza, Târgu-Mureș;
1937 - Vila Savu, Strada Liviu Rebreanu 21, Predeal;
1938 - Casa de vânătoare, Jucica, Bucovina de Nord (dispărută);
1938 - Vila Nadia Gory, Mamaia (dispărută);
1938 - Vila Conitz, Mamaia (dispărută);
1938-1939 - Vila Alexianu, Costinești (dispărută);
1929 - Imobilul Cezar Pop și Mihai Gheorghiu, Strada Schitu Măgureanu 19, București;
1929 - Vila Corneliu Medrea, Strada Andrei Mureșan 2, București;
1930 - Vila Ing. Miclescu, Strada Paris 56, București;
1930 - Vila Ing. T. Mareș, Intrarea Geneva 6, București;
1930 - Vila Ing. Ioan Tomescu, Intrarea Geneva 8, București (dispărută);
1930-1931 - Imobilul ARO, Bulevardul Magheru (întocmit cu ajutorul fratelui său, Ion Creangă, decedat în 1931, și al soției sale, Lucia Creangă, fostă Dumbrăveanu);
1932 - Vila dr. Constantinescu, Strada Corneliu Botez 3, București;
1932 - Vila Ing. Bunescu, Aleea Alexandru 12, București;
1932 - Vila Thomas, Strada Dr. Panait Iatropol 15, București;
1932 - Imobilul Anton Davidoglu, Bulevardul Dacia, București;
1933 - Vila Dulfu, Strada Bateriilor, București (demolată);
1933 - Imobilul Barbu Dimitrescu, Strada Lahovary 5A, București;
1933 - Vila Piperscu, Strada Ștefan Furtună 161, București;
1934 - Vila Elisabeta Cantacuzino, Aleea Alexandru 15, București;
1934-1935 - Imobilul Elena Ottulescu, Strada General Gheorghe Manu 12, București;
1935-1936 - Imobilul Nedioglu, Strada Roma 63, București;
1935-1937 - Casa Cristea Mateescu, Strada Av. Th. Iliescu 6, București;
1935-1937 - Vila Adrian Dumitrescu, Strada Finlanda 9, București;
1935-1937 - Imobilul Malaxa-Burileanu, Bulevardul Magheru 35, București;
1936-1938 - Imobilul ARO, Calea Victoriei 91-93, București;
1937 - Ansamblu de locuințe ieftine, Șoseaua Iancului  52-58, Strada Victor Manu 4-24, București.
Arhitectura industrială
1941 - Ateliere de Reparații pentru echipamentul căii ferate Ploiești-Văleni-Măneciu;
1942 - Fabrici de lapte, Alba Iulia, Burdujeni, Simeria;
1930-1931 - Uzinele Malaxa, Intrarea Principală, București (dispărută);
1935-1936 - Uzinele Malaxa, Fabrica de Țevi, București;
1936-1939 - Uzinele Malaxa, Unificarea Fronturilor, București;
1936 - Uzinele Malaxa, Pavilionul Administrativ și Laboratoarele, București.
PROIECTE NEREALIZATE
1932 - Școală Comercială;
1935 - Vila Prof. Marcu, București;
1936 - Școală Primară Floreasca, București;
1937 - Sistematizarea Pieței 8 (Unirii), București;
1938 - Vila Păunescu, Otopeni;
1939 - Târg de vite, Abator, Lăptărie, București;
1939 - Hotel Arghir, Predeal;
1939 - Hotel Popa și Marinescu, Mamaia;
1942 - Vila Irina Lotru, Bușteni.
Proiecte de interior
1942-1943 - Amenajări interioare, Locuința H. Goldenberg, Strada Gh. Lazăr 10, București. 
Concursuri. Premii și distincții
1928 - Locul I, obținut la concursul pentru Palatul Culturii din Constanța (în echipă cu Ion și Lucia Creangă, Horia Teodoru și Constantin Moșinschi);
1929 - Premiul I, obținut la concursul pentru Imobilul ARO, București;
1936 - Concurs pentru Primăria București.
Activitate publicistică/editorială
1935 - Articole în publicațiile Spre o arhitectură a Bucureștilor și Arta și Omul.